# 렙토수쿠스

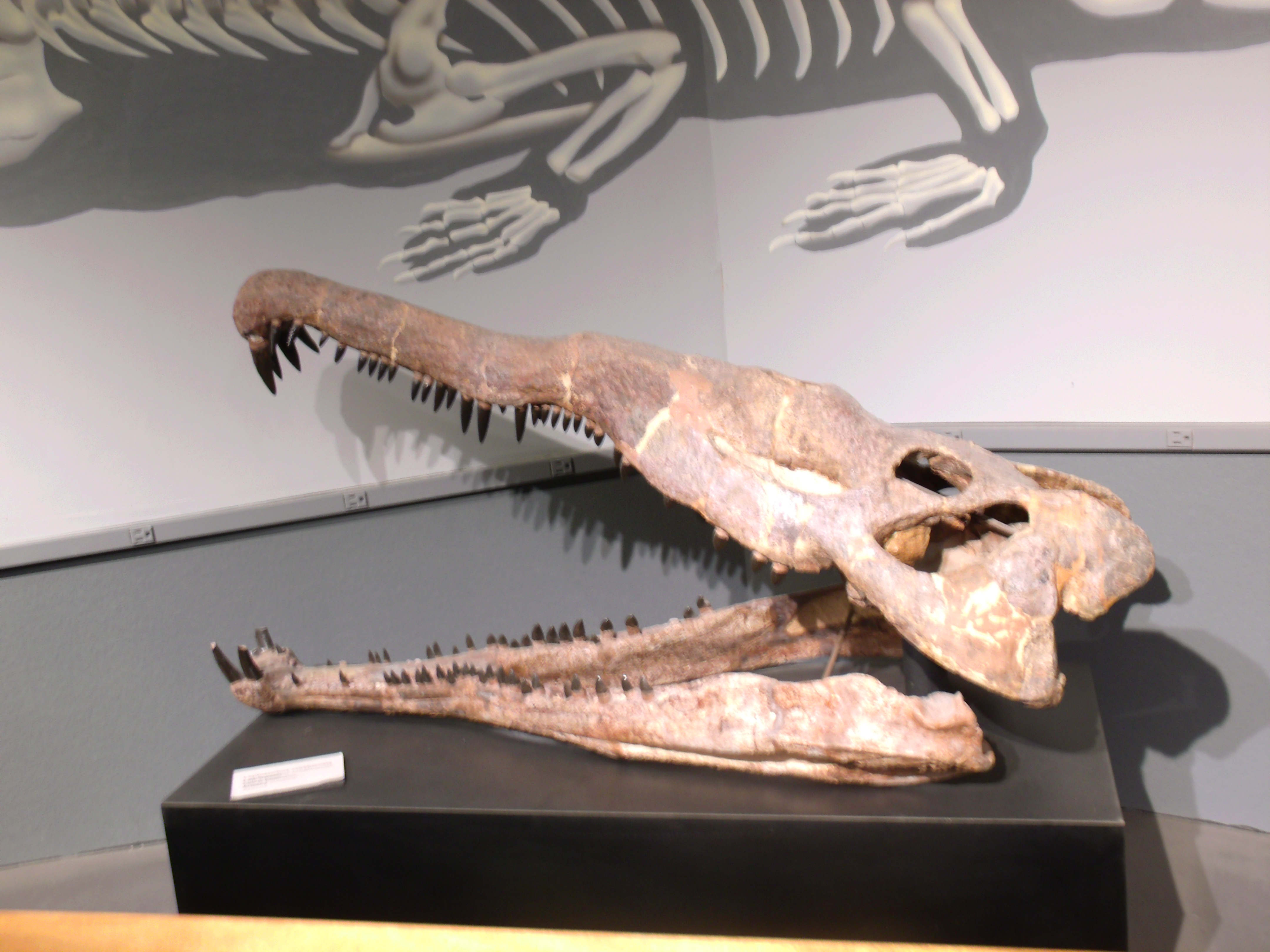

렙토수쿠스(학명:Leptosuchus crosbiensis)는 악어목 피토사우루스과에 속하는 악어이다. 지금은 멸종된 악어로 몸길이가 4~7m인 거대한 악어에 속한다.

## 특징
렙토수쿠스는 매우 크게 벌어질 수가 있는 큰 입을 가진 것이 특징이다. 현재 렙토수쿠스의 아종들은 4개의 종으로 추정된다. 모든 종은 두개골 지붕 아래 측두구 아치의 유사한 위치와 측문 과정보다 더 멀리 확장 스쿼모살의 후방 과정을 공유한다. 유형 종은 텍사스에서 발견된 물질을 기준으로 1922년에 명명이 되었다. 렙토수쿠스 아다마넨시스는 1930년에 석화 숲 국립공원의 블루 메사의 종에 해당되는 L. lithodendrorum 및 L. gregorii의 종으로 처음 묘사되었다. 1995년 미국 남서부의 테트라포드에 관한 논문이 출판되기 전까지는 이러한 종들이 렙토수쿠스속의 것으로 인정되었다. 그러나 이러한 독특한 특징들이 있어 L. gregorii에서 장밋자의 독특한 크기와 그것은 모두 같은 종이기 때문에 자신의 속에 해당이 되는 Smilosuchus에 할당되었다. 그럼에도 불구하고 L. gregorii는 최근에 렙토수쿠스에 속하는 것으로 여겨지고 있으며 이러한 특별한 종에서 크고 완전한 문장이 독립적으로 개발되었다고 여겨지고 있다. 이러한 루티오돈과 렙토수쿠스와 마케로푸로소푸스의 긴밀한 관계는 예전엔 일부 고생물학자들이 렙토수쿠스와 마케로푸로소푸스가 루티오돈과 동일한 종으로 믿게 했으며 후자의 이름은 연공서열을 가지고 있다. 세 가지 식물성에서 볼 수 있는 다른 특징은 성적의 이형성과 다른 성장 단계와 또는 개별 변화에 기인하고 있다. 유사성은 장미 빛 문장과 나레의 위치에서 볼 수 있는 이전엔 북아메리카에서 식물성 먹이를 섭취하는 피토사우루스과의 악어한테 볼 수 있는 지리적 고립으로 인해 다른 제네라라고 여겨졌다. 렙토수쿠스의 화석은 주로 남부 지방에서 발견되었으며 루티오돈 유적은 동부 지방에서 발견된다. 다른 연구는 마케로푸로소푸스 또는 피토사우루스의 대명사라고 결론을 내렸다. 1998년 한 연구에서는 렙토슈우스가 루티오돈과콘트라인다는 것을 다시 한 번 발견했지만 그 이후로 또 다른 연구는 렙토수투스와 매우 유사하면서 도상성종인 R. 캐롤라인시스의 유형이 강협증과 동일한 종임을 시사했다. 렙토수쿠스의 불완전함은 홀로타입과 같은 지역성에서 부분 두개골인 UMMP 7523에서 알려져 있다. 그것은 조각으로 수집하고 다시 조립했다. 롱과 머리는 이런 표본의 전체 공식 문서가 없었기 때문에 노멘 누덤으로 간주했다. 또한 위턱과 아래턱의 양턱에는 삼각형 모양의 이빨을 가지고 있으며 이것을 통해 먹이를 씹거나 잘랐을 것으로 추정한다. 먹이로는 당대에 서식했던 물고기, 갑각류와 같은 육식성의 먹이와 양치식물과 같은 초식성의 먹이까지 모두 섭식했을 잡식성의 악어로 추정이 된다.

## 생존시기와 서식지와 화석의 발견
렙토수쿠스가 생존하던 시기는 중생대의 트라이아스기 후기로서 지금으로부터 약 2억년전~1억 8천만년전에 살았던 악어이다. 생존하던 시기에는 북아메리카를 중심으로 하는 강과 호수에서 주로 서식했을 것으로 추정되는 종이다. 화석의 발견은 1922년에 미국의 트라이아스기에 형성된 지층에서 미국의 고생물학자인 에르민 카울스 케이스에 의해 처음으로 발견이 되어 새롭게 명명이 된 종이다.

## 같이 보기
- 악어
- 중생대
- 트라이아스기
- 파충류
- 화석